# Laberintos entre aristas y dialectos
Laberintos entre aristas y dialectos es el doble CD de la banda argentina Catupecu Machu. Salió a la venta a finales de octubre de 2007 y fue el primero en ser editado luego de que Gabriel Ruiz Díaz, bajista de la banda y hermano del guitarrista y vocalista Fernando Ruiz Díaz, quedara inmovilizado a causa de un accidente de tránsito. Se trata de un álbum doble dividido en dos "capítulos": El Capítulo I, titulado "Tratado de la materia en estudio", contiene seis canciones acústicas, de las cuales las primeras tres son composiciones originales, mientras que "Magia veneno", "Grandes esperanzas" y "El lugar" son nuevas versiones de canciones editadas anteriormente. El Capítulo II, llamado "Registro de la Materia en Concierto" es un disco acústico en vivo, que utiliza overdubs tanto de Fernando en guitarras y voz, como de viejas grabaciones hechas por Gabriel Ruíz Díaz antes de su trágico accidente.

## Listado de temas

### Disco 1: Tratado de la materia en estudio
1. Viaje del miedo - 3:57
2. Dialecto - 4:04
3. Foto en blanco y negro - 3:46
4. Magia veneno - 4:02 (originalmente lanzado en El número imperfecto)
5. Grandes esperanzas - 2:47 (originalmente lanzado en Cuadros dentro de cuadros)
6. El lugar - 5:15 (originalmente lanzado en Dale!; contiene una parte de "Opus I", de Cuadros dentro de cuadros)

### Disco 2: Registro de la materia en concierto
1. El número imperfecto - 5:48
2. En los sueños - 4:24
3. Entero o a pedazos - 5:06
4. Magia veneno - 4:52
5. Refugio - 4:38
6. Cuadros dentro de cuadros - 3:31
7. Seguir viviendo sin tu amor (Luis Alberto Spinetta) - 3:44
8. A veces vuelvo - 4:33
9. Cuentos decapitados - 3:48

## Personal
- Fernando Ruiz Díaz - Voz y guitarra.
- Sebastián Cáceres - Bajo y guitarra.
- Javier Herrlein - Batería.
- Martín «Macabre» González - teclado, samplers, y coros.
- Gabriel Ruiz Díaz - Bajo.